# Puig de Toia
El Puig de Toia és una muntanya de 1135 metres que es troba al municipi de Susqueda, a la comarca de la Selva.